# Dolní Smržov
Dolní Smržov je vesnice, část města Letovice v okrese Blansko. Nachází se asi 5,5 km na sever od Letovic, na toku potoka Zavadilky. Je zde evidováno 61 adres. Trvale zde žije 114 obyvatel.
Dolní Smržov leží v katastrálních územích Bahna o rozloze 1,02 km2 a Dolní Smržov o rozloze 3,59 km2.